# Handschrift 1365

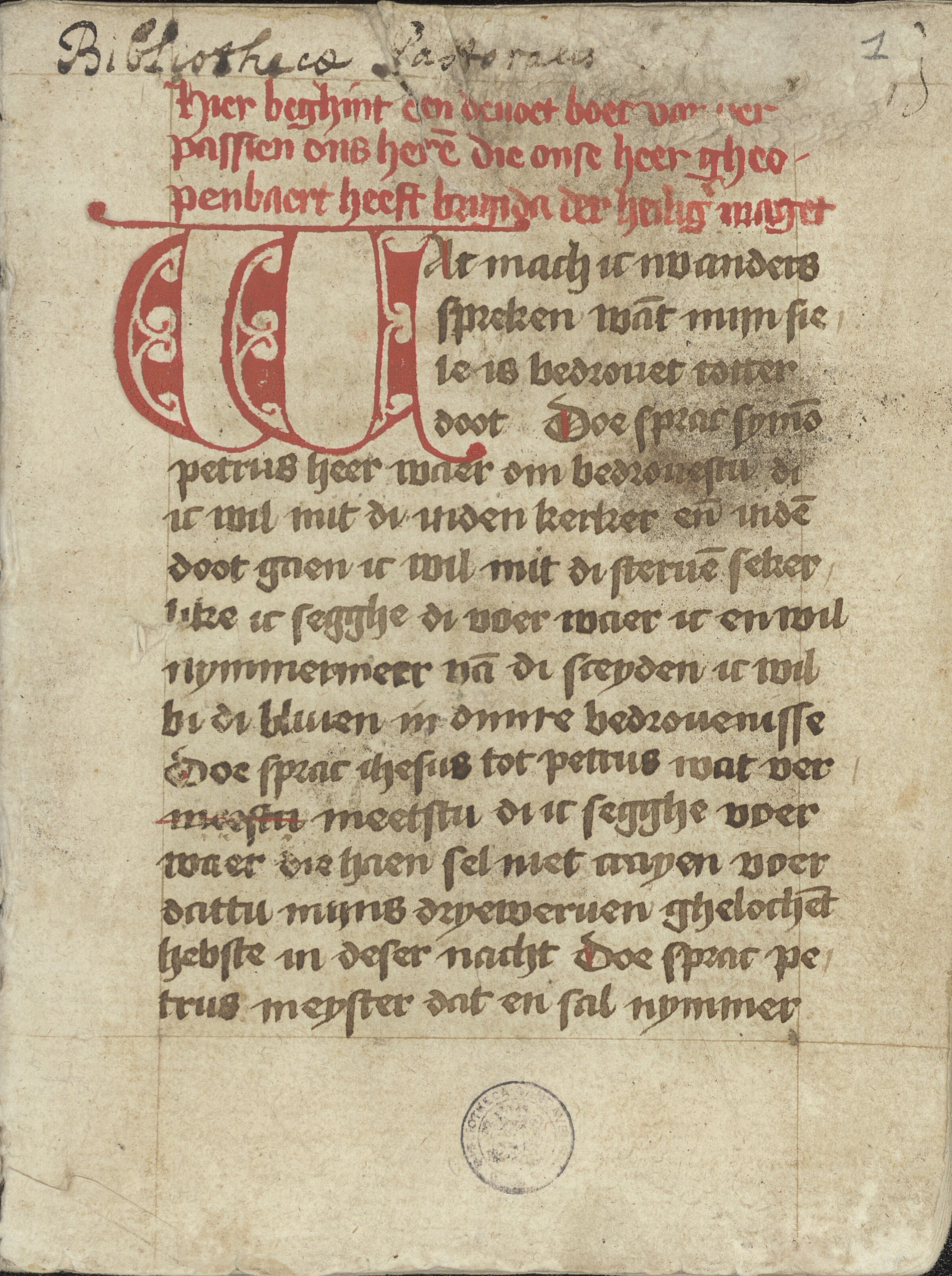
Fragment uit handschrift 1365 bij het deel van pseudo-Brigitta van Zweden. Vervaardigd in de eerste helft van de vijftiende eeuw.

Handschrift 1365 is een Middelnederlands handschrift dat bewaard wordt in de Universiteitsbibliotheek Gent. De volledige titel van het manuscript is Teksten van pseudo-Brigitta van Zweden, Johannes Brinckerinck en anderen. Het handschrift is interessant omdat het dus teksten koppelt van verscheidene auteurs. 

## Het handschrift
Handschrift 1365 werd vervaardigd in Vlaanderen, in de eerste helft van de vijftiende eeuw. Wie de kopiisten waren is onbekend, maar vermoedelijk hebben er vijf of zes mensen aan dit manuscript gewerkt. Duidelijk is echter dat het handschrift teksten bevat van Pseudo-Brigitta, Johannes Brinckerinck (1359-1419), Johan Scutken en Schonaugiensis Egbertus (1120-1184). Rond het manuscript zit een perkamenten omslag met een sluithaak.
Het handschrift is interessant omdat het de werken van enkele bekende auteurs aan elkaar verbindt. De verschillende auteurs waren invloedrijk omwille van verschillende redenen. Birgitta van Zweden (1303–1373) was een rooms-katholiek mysticus die wordt vereerd als heilige. Haar feestdag wordt gevierd op 23 juli. In 1999 verhief paus Johannes Paulus II haar samen met Catharina van Siena en Theresia-Benedicta van het Kruis (Edith Stein) tot co-patrones van Europa. Birgitta stichtte de kloosterorden van de birgittinessen en birgittijnen. Johannes Brinckerinck (Zutphen, 1359 - Deventer, 26 maart 1419) was een van de voorlieden van de beweging der Moderne Devotie. Hij begeleidde Geert Grote op zijn predicatietochten en kreeg na diens dood de leiding over de vrouwenhuizen van de beweging in Deventer. In 1400 stichtte hij het Vrouwenklooster Diepenveen. Johan Scutken was een Noord-Nederlandse schrijver en vertaler die stierf in Windesheim op 23 januari 1423. Hij is bekend uit de kring van de Moderne Devotie en was dan ook een leerling van Geert Grote en Florens Radewijns. Over de vierde auteur is weinig bekend. 

## Inhoud
Het handschrift bevat de volgende onderdelen:
- Een devoot boek van der passien ons Heren die onse Heer geopenbaard heeft Brigida der heilige maget (ff. 1r-50v)
- Dit is hoe een maagd sprak met Gabriel (ff. 50v-63v)
- Dit is die glose op die engelse gruet (parafrase op Avé Maria) (ff. 63v-68r)
- Hier na beghint dat avondmaal (laatste avondmaal volgens Johannes in vertaling van Johannes Scutken) (ff. 68r-79r)
- Dit is van die doernen croen ons heren Ihesu Christi (ff. 81r-97r)
- Horte teksten (f. 98r-v)
- Hier beghint een deuvoet bouxkyn dat slaefkyn heet (Johannes Brinckerinck) (ff. 98v-195r)
- Excerpten (f. 195r-195v)
- Dit is Baernaerdus eenlike spraec (Ekbert von Schönau) (Soliloquium) (ff. 196v-208v)
- Religieus-ethische voorschriften (ff. 208v-209r)